# Little Comets
Little Comets (deutsch: Kleine Kometen) ist eine dreiköpfige britische Indie-Rock-Band aus Jarrow. Sie wurde 2008 gegründet und besteht aus Michael Coles, Robert Coles und Matthew Hall.

## Geschichte

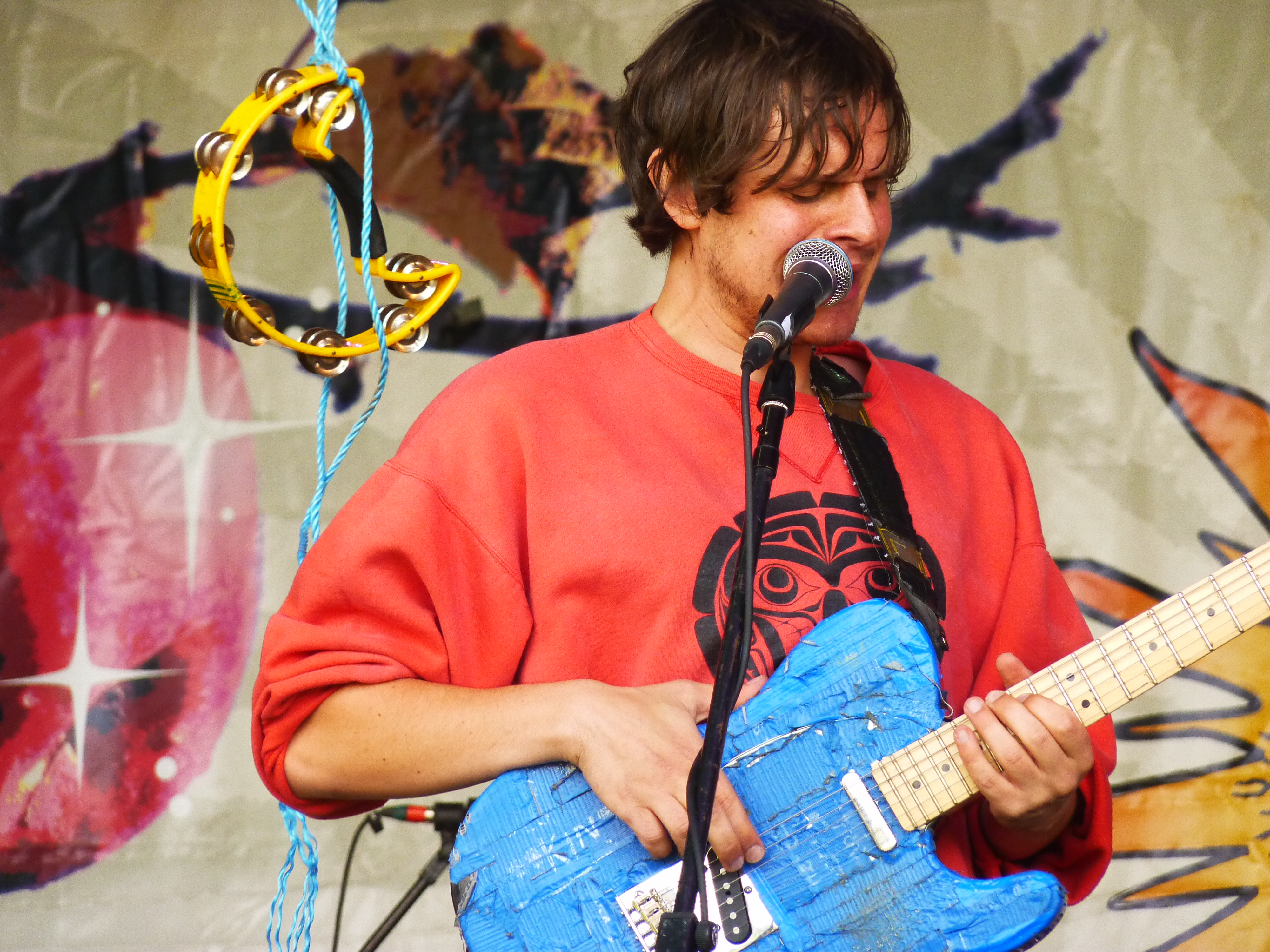
Sänger Robert Coles (2010)

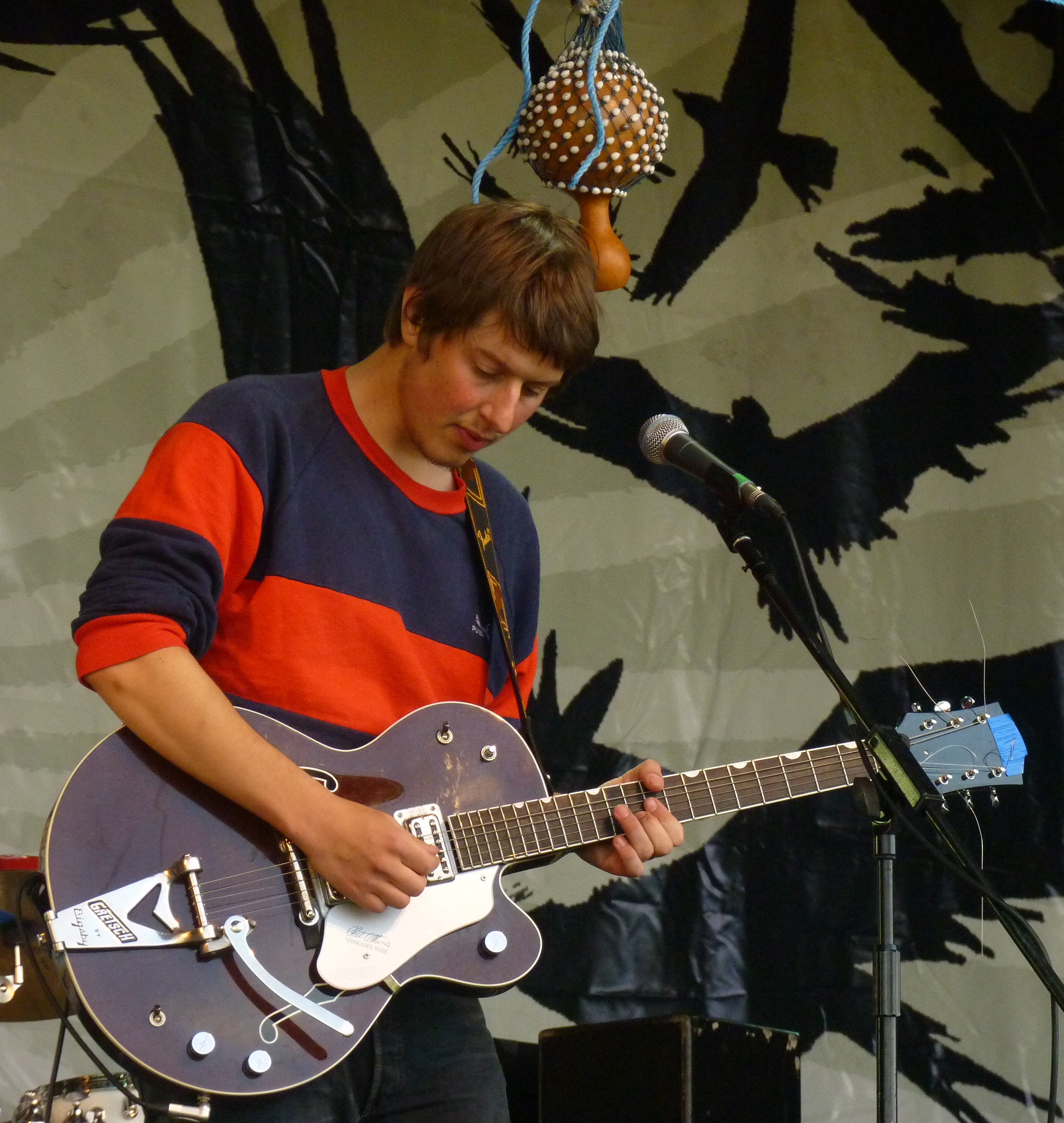
Gitarrist Michael Coles (2010)

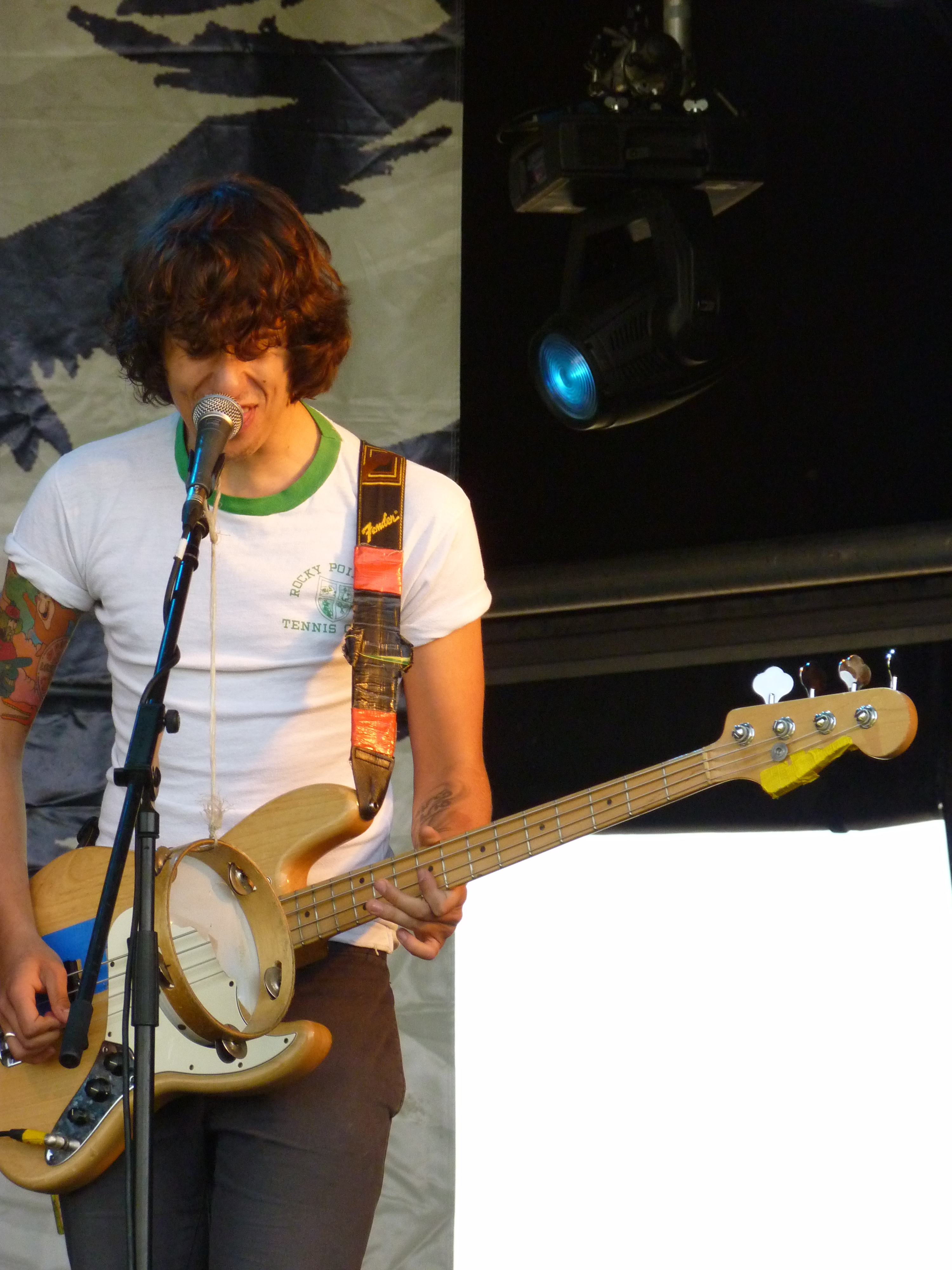
Bassist Matt Hall (2010)

### 2008–2010: Gründung und erster Plattenvertrag
Little Comets wurde im Jahr 2008 von den beiden Brüdern Michael und Robert Coles und deren Freunden Matt Hall und Mark Harle (ex-V) in Jarrow gegründet. Die Rockgruppe spielte im Stile einer Studentenband zuerst in kleinen Clubs, öffentlichen Verkehrsmitteln sowie universitären Lesesälen, konnte aber bereits gegen Ende des Gründungsjahrs das Plattenlabel Columbia Records auf sich aufmerksam machen, das die vier Jugendlichen unter Vertrag nahm. Am 9. Februar 2009 erschien schließlich die erste Single One Night in October. Nachdem diese medial sehr gut rezipiert worden war, kündigte man ein Debütalbum an und stellte dafür schnell einige Titel zusammen. Der ungeordnete Entstehungsprozess des Albums und die fehlende Kompromissbereitschaft der Band stießen allerdings auf Unverständnis seitens Columbia Records, weshalb man sich im Sommer 2010 – nach den zwei weiteren Singleveröffentlichungen Adultery und Friday Don’t Need It – wieder von den Künstlern trennte. Später äußerten sich auch die Bandmitglieder selbst kritisch über ihre Zeit bei dem Major-Sublabel. So habe man beispielsweise von ihnen verlangt, sich musikalisch mehr an der US-amerikanischen Popsängerin Kesha zu orientieren.

### 2010–2013: Zeit bei Dirty Hit
Auf der Suche nach einer neuen Vertriebsmöglichkeit für ihre Musik stießen sie Ende 2010 auf das ein Jahr zuvor gegründete Independent-Label Dirty Hit, das ihnen mehr künstlerische Freiheiten versprach und über das sie am 18. Oktober prompt das Lied Isles in Form eines Musikvideos veröffentlichten. Wenige Monate nach dem Vertragsschluss, am 31. Januar 2011, erschien das bereits 2009 angekündigte Debütalbum In Search of Elusive Little Comets, das die Bandmitglieder selbst produzierten. Bereits zwei Wochen zuvor boten sie es zum Live-Streaming über Facebook an. Es stieg auf Platz 54 der britischen Albumcharts ein. Im Anschluss ging die Band auf Tour.
Im Mai 2011 verließ Schlagzeuger Mark Harle die Band, woraufhin man sämtliche Auftritte vorsorglich auf den Herbst verschob und sich nach einem Ersatz umsah. Der Tourmusiker David „Greenie“ Green konnte die unvollständige Formation bald bei Studioaufnahmen und Liveauftritten ergänzen, wurde aber offiziell nie ein vollständiges Mitglied.
Mit den EP-Veröffentlichungen Worry und Jennifer and Other Short Stories kamen zwischen 2011 und 2012 noch zwei weitere Tonträger in den Handel. Am 15. Oktober 2012 folgte das Studioalbum Life Is Elsewhere, das von der Fachpresse – so wie auch schon die vorangegangenen Releases – überwiegend positiv aufgenommen wurde. Besonders gelobt wurden Robert Coles’ Gesang, die melancholischen Liedtexte und die eingängigen Refrains, die darüber hinaus ein Markenzeichen der Band darstellen. Das Album erreichte Platz 70 der britischen Albumcharts. Im Dezember 2013 begannen sie mit den Schreib- und Aufnahmearbeiten an einem weiteren Album.

### 2014–2016: Eigenes Label und drittes Album
Anfang 2014 trennte sich die Band von Dirty Hit Records und veröffentlichte mit The Gentle EP im Februar, Salt im Juni und The Sanguine EP im November 2014 eine Reihe von EPs über ihr eigenes Label The Smallest Label, dessen Vertrieb zu einem Großteil über die bandeigene Website stattfindet. Auch das dritte Studioalbum Hope Is Just a State of Mind erschien im Vereinigten Königreich am 16. Februar 2015 über das Label. Im europäischen Ausland kam es am 30. Oktober 2015 in den Handel. Es stieg auf Platz 31 der britischen Albumcharts ein und hielt sich dort zwei Wochen in den Top 100, was es zum bis dahin größten kommerziellen Erfolg der Band machte. Das Album erhielt durchweg gute Bewertungen von Musikredaktionen. So schrieb Isabelle Friedrich in der Zeitschrift Intro, dass jeder, der „sich auf die Themen und Melodien einlässt, […] sich auf Gänsehaut, ehrliche Kritik und lustigen Britpop freuen“ darf. Nach einer anschließenden Tour verließ David Green die Formation und man entschied sich, keinen weiteren Musiker an Stelle des abgegangenen Schlagzeugers zu engagieren, sondern in Zukunft als Trio aufzutreten. Bei Konzerten treten jedoch nach wie vor der Keyboarder Matt Saxon und Schlagzeuger Nathan Greene als Gastmusiker in Erscheinung.

### 2017–2018:Worheadund Folgeprojekte
Am 10. März 2017 veröffentlichte Little Comets das vierte Studioalbum Worhead über The Smallest Label, das im November 2016 angekündigt worden war. Zuvor wurden die Singles Common Things, The Man Who Wrote Thriller und Hunting ausgekoppelt. Das Album erreichte zwar Platz 83 der britischen Albumcharts, erhielt aber gemischte Rezensionen. So wurde einerseits die musikalische Weiterentwicklung der Band gelobt, aber andererseits die schlechte Qualität der Produktionen kritisiert.
Die Band ging in der Folgezeit mehrmals auf Tour, beispielsweise 2017 als Vorband von Maximo Park und Catfish and the Bottlemen oder 2019 von Sam Fender, und spielte auf Festivals im In- und Ausland. Ihre zumeist ausverkauften Live-Auftritte, bei denen sie kleinere Musikinstrumente wie Rasseln und Schellenringe, aber auch Pfannen und Töpfe, an der Decke und am Boden montieren (siehe Abbildungen), gelten als eine Stärke der Band, obwohl sie immer wieder betonen, dass ihre Lieder in der Regel nicht dafür konzipiert sind, vor Live-Publikum gespielt zu werden. Da die Songtexte nicht selten besonders anspruchsvolles und somit selbst für Muttersprachler teils schwer verständliches Vokabular enthalten, führen die Mitglieder einen Lyric-Blog auf der offiziellen Website, in dem sie Songinhalte genauer erläutern und Hintergründe schildern. 2018 erschienen außerdem die limitierten Singles M62 und The Punk Is in the Detail.

### Seit 2019: Bandjubiläum und Arbeiten an einem fünften Studioalbum
Am 7. März 2019 veröffentlichten sie die Single The Sneeze von dem geplanten fünften Studioalbum. Mit Alive at All, American Tuna und 3 Minute Faltz folgten im Laufe des Jahres drei weitere Auskopplungen. Im Zuge des zehnjährigen Bandjubiläums erschien am 15. November 2019 außerdem ein in Warwick aufgenommener Live-Mitschnitt des Debütalbums In Search of Elusive Little Comets in Vinylform. Die Formation entschied sich während der im Rahmen der Maßnahmen zur Eindämmung der COVID-19-Pandemie im Vereinigten Königreich verhängten Ausgangsbeschränkungen, eine Zeit lang nicht gemeinsam zu musizieren. So dauerte es etwa ein Jahr, bis die Veröffentlichung einer weiteren Single mit dem Titel Baywatch bekanntgegeben wurde. Diese erschien am 23. September 2020. Am 12. November desselben Jahres veröffentlichten sie außerdem eine gleichnamige EP. Weiter wurde bestätigt, dass ein Release des fünften Studioalbums für Frühjahr 2021 geplant sei.

## Diskografie

### Studioalben
| Jahr | Titel Musiklabel                                | Höchstplatzierung, Gesamtwochen, AuszeichnungChartsChartplatzierungen (Jahr, Titel, Musiklabel, Platzierungen, Wochen, Auszeichnungen, Anmerkungen) | Anmerkungen                            |
| Jahr | Titel Musiklabel                                | UK | Anmerkungen                            |
| ---- | ----------------------------------------------- | --- | -------------------------------------- |
| 2011 | In Search of Elusive Little Comets Dirty Hit    | UK54 (1 Wo.)UK | Erstveröffentlichung: 31. Januar 2011  |
| 2012 | Life Is Elsewhere Dirty Hit                     | UK70 (1 Wo.)UK | Erstveröffentlichung: 15. Oktober 2012 |
| 2015 | Hope Is Just a State of Mind The Smallest Label | UK31 (2 Wo.)UK | Erstveröffentlichung: 16. Februar 2015 |
| 2017 | Worhead The Smallest Label                      | UK83 (1 Wo.)UK | Erstveröffentlichung: 10. März 2017    |

Livealben
- 2019: In Search of Elusive Little Comets (Live at the Motor Museum)

EPs
- 2011: Worry EP
- 2012: Jennifer and Other Short Stories
- 2014: The Gentle EP
- 2014: Salt EP
- 2014: The Sanguine EP
- 2020: Baywatch EP

### Singles
- 2009: One Night in October
- 2009: Adultery
- 2009: Friday Don’t Need It
- 2010: Isles
- 2011: Joanna
- 2011: Worry
- 2012: Jennifer
- 2012: A Little Opus
- 2013: Violence Out Tonight
- 2015: Don’t Fool Yourself
- 2015: Little Italy
- 2017: Common Things
- 2017: The Man Who Wrote Thriller
- 2017: Hunting
- 2018: M62
- 2018: The Punk Is in the Detail
- 2019: The Sneeze
- 2019: Alive at All
- 2019: American Tuna
- 2019: 3 Minute Faltz
- 2020: Baywatch
- 2021: Total Abject Paranoia
- 2025: HIJKL